# Michel Rolle

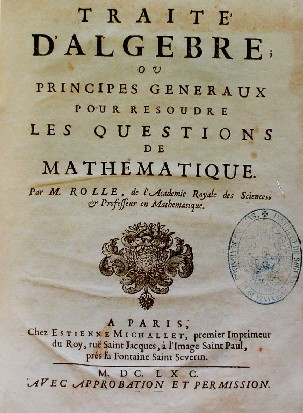
Traité d'algèbre av Michel Rolle publicerat 1690.

Michel Rolle, född 21 april 1652 i Ambert, Frankrike, död 8 november 1719 i Paris, var en fransk matematiker, känd för att ha bevisat Rolles sats 1691.
Det var också han som införde beteckningen
{\displaystyle {\sqrt[{n}]{x}}}
för att ange n:te roten av {\displaystyle \displaystyle x}.
Rolle var till stor del självlärd. I sin födelsestad Ambert arbetade han som assistent åt flera advokater, innan han 1675 flyttade till Paris, där han arbetade som skrivare och aritmetikexpert.
1685 blev han invald i franska vetenskapsakademin, som utnämnde honom till Pensionnaire Géometre (vilket innebar att han erhöll en pension) 1699.
Han arbetade med diofantisk analys (studiet av ekvationer i flera variabler med heltalslösningar), algebra och geometri. Han publicerade också arbetet Traité d'algèbre om ekvationsteori.